# Order Służby Imperium
Order Służby Imperium, daw. Order Służby dla Cesarstwa (ang. Imperial Service Order, skr. ISO lub I.S.O.) – brytyjskie odznaczenie cywilne ustanowione 8 sierpnia 1902 przez króla Edwarda VII. Przeznaczone było do wynagradzania zasług pracowników i urzędników służby cywilnej wyższej rangi, pracujących w granicach brytyjskiego imperium. 
Order ten nadawano za długoletnią służbę i nienaganne zachowanie, odpowiednio: 25 lat w Zjednoczonym Królestwie, 20,5 roku w Indiach Brytyjskich lub 16 lat w tropikach. Niezwykle chwalebna służba mogła skrócić lub zlikwidować wymóg dotyczący wysługi lat.
Ponad dwa tysiące orderów otrzymali mężczyźni, w porównaniu do 127 kobiet, aż do zaprzestania nadań w 1995, co było skutkiem reformy brytyjskiego systemu honorowego z 1993.
Odznaczeniem afiliowanym do ISO był Medal Służby Imperium, przeznaczony dla niższych urzędników i pracowników cywilnych w tym samym zakresie i granicach. Medal ten obecnie jest wciąż nadawany.